# Schadl János (festő)

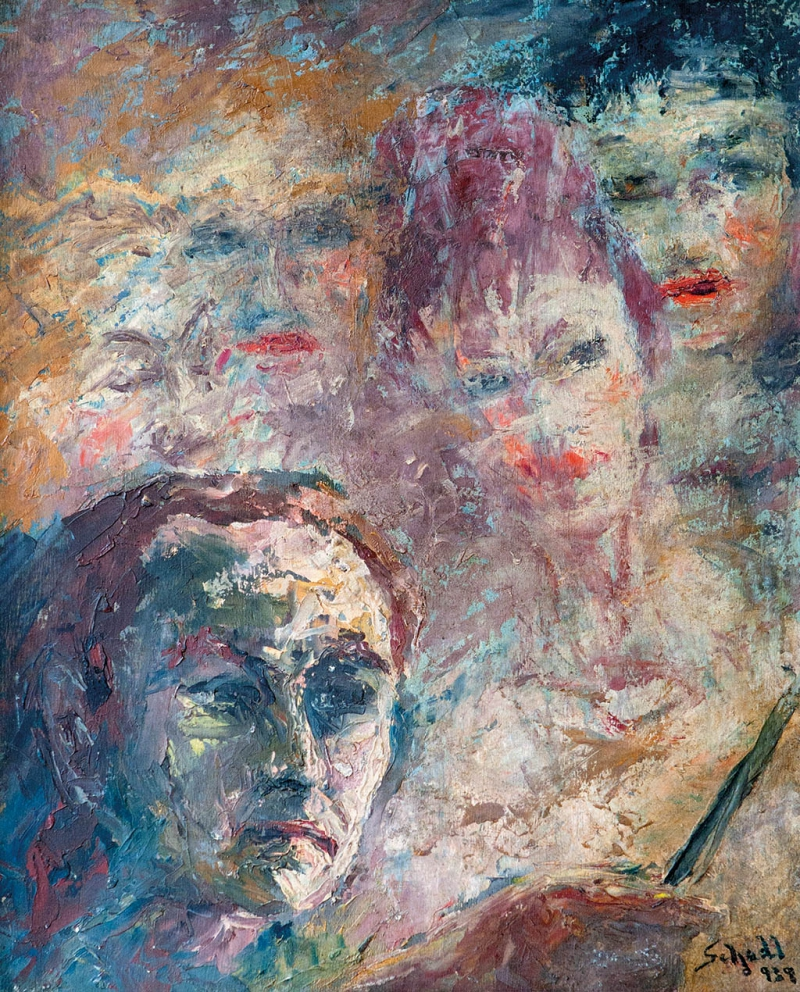
A festő és múzsája

Schadl János (Keszthely, 1892. augusztus 25. – Tata, 1944. március 1.) festőművész, grafikus, zenetanár.

## Élete és munkássága
Apja herceg Festetics Tasziló uradalmi építésze és a Georgikon gazdasági akadémia tanára volt. Középfokú tanulmányai végeztével a keszthelyi gazdasági akadémiára is beiratkozott, azonban a művészi pályára vágyott ezért azt két évvel később elhagyta. Zenei tanulmányokat folytatott Bécsben Emil Sauer (1862-1942), Liszt Ferenc egykori tanítványa növendékeként.
1915/1916-ban a budapesti Képzőművészeti Főiskolán Ferenczy Károly volt a mestere, de a tanév végén elhagyta a főiskolát. A kor progresszív művészeivel, Kassák Lajos és a Ma folyóirat köréhez csatlakozott. Rajzkészsége, tehetsége révén rövid formális festői tanulmányok után kész művészként léphetett fel. Ekkori képei expresszívek, formái erőteljesek voltak, majd a kubizmus hatására tömbszerűek lettek.
1918-ban egyéni tárlata nyílt a Ma folyóirat kiállítóhelyiségében, és részt vett a MA III. kiállításán is, együtt többek között Bortnyik Sándorral, Mattis Teutsch Jánossal, Uitz Bélával, Kmetty Jánossal, Nemes-Lampérth Józseffel, Pátzay Pállal.
1919 után festészetében erősödött a hajlam a transzcendenciára, a spiritualizmus, a vallás. Az aktivisták helyett Bernáth Aurélhoz és Egry Józsefhez közeledett. 1927-ben a budapesti Mentor könyvesboltban, 1932-ben a párizsi Salon Parc Monceau-ban rendezett kiállítást műveiből.
A húszas évek közepétől Tatán élt. Elsősorban zenetanárként tevékenykedett, festészettel csak mintegy mellékesen foglalkozott. Képei megszelídültek, a belső feszültségeket a látvány harmóniája váltotta fel.